# Silverbullit
Silverbullit est un groupe de musique suédois formé à Göteborg vers 1995. Il joue de rock influé de synthpop et musique de jeu vidéo, et est considéré comme un très bon groupe en live.

## Membres du groupe
- Simon Ohlsson (chant, piano)
- Jon Ölmeskog (piano)
- Andreas Nilsson (guitare)
- Jukka Rintamäki (basse, chant)
- Anders Gustafsson (batterie)

## Albums
- 1997 - Silverbullit
- 2001 - Citizen Bird
- 2004 - Arclight